# 小野寺基史
小野寺 基史（おのでら もとふみ）は、日本の教育学者、北海道教育大学教職大学院教授[1]。

## 研究分野
- 特別支援教育、教育相談を専門としており、保護者支援、発達の遅れや学習困難の児童生徒の教育支援・相談に従事している。

## 略歴
- 小学校教員、教育委員会指導主事などを経て、北海道教育大学の教職大学院の准教授に就いた。
- 1981年から札幌市内の小学校の教諭などを務める。
- 1994年4月から2005年3月まで札幌市教育センター（教育研究所）教育相談室の指導主事であった。
- 2005年4月から2006年3月まで再び教育現場に戻って教頭を務める。
- 2006年4月から2010年3月まで札幌市教育センターの教育相談室で教育相談担当課長となっていた。
- 2010年4月より北海道教育大学教育学研究科教職大学院の准教授に就いた。
- 2016年4月より北海道教育大学教育学研究科教職大学院 教授

## 引用
1. 北海道教育大学研究者総覧 小野寺基史